# Парламентские выборы в Египте (2015)
Парламентские выборы в Палату представителей Египта прошли в два этапа в период с 18 октября по 2 декабря 2015 года. В ходе подготовки к выборам, безопасность была усилена по всей стране. Президент Сиси призвал в телевизионном обращении египтян голосовать, а в середине октября работникам государственного сектора был предоставлен полдневный отпуск для поощрения их к участию в выборах. Поразительно низкая явка — около 10 % расценивалась как успех призыва к бойкоту от оппозиционных движений.

## Избирательный закон
Верхняя палата парламента Египта Шура одобрила новый избирательный закон 13 января 2013 года. Были отвергнуты предложения об обязательном предоставлении одного места для христиан, для египтян, живущих за рубежом и квоты для женщин. В конце декабря 2012 года в Египте на референдуме была одобрена новая Конституция.

## Контекст выборов
В ноябре 2011 — январе 2012 годов в Египте прошли парламентские выборы, на которых победила исламская Партия свободы и справедливости. Однако, 14 июня 2012 года Конституционный суд постановил, что прошедшие выборы неконституционны и отменил их результаты. В частности, суд решил, что согласно избирательному закону часть мест в парламенте избиралась по пропорциональной системе, а другая — по мажоритарной. Это привело к тому, что места, предназначавшиеся для беспартийных кандидатов, отошли к партиям. Таким образом, одна треть депутатов нелегитимна.
В результате решения Конституционного суда Египет оказался без нижней палаты парламента.
Национальная ассоциация за перемены призвала к бойкоту выборов. Национальный фронт спасения также объявил о бойкоте выборов, потребовав переноса выборов на более поздний срок, изменений избирательного закона и отставки главного прокурора. Египетский исламский джихад бойкотирует выборы, т .к. они, по мнению организации, нарушают законы шариата.

## Результат
За 448 мест для независимых кандидатов боролись 5420 человек. Помимо этого, 120 человек были избраны по партийным спискам и 28 назначил президент.
По результатам выборов места распределились следующим образом:

1.Свободные египтяне — 65 мест

2.Будущее нации — 53 места

3.Новая партия Вафд — 36 мест

4.Партия Защитники Отечества — 18 мест

5.Республиканская народная партия — 13 мест

6.Партия конференции — 12 мест

7.Аль-Нур — 11 мест

8.Консервативная партия — 6 мест

9.Демократическая партия мира — 5 мест

10.Египетская социал-демократическая партия — 4 места

11.Египетское патриотическое движение — 4 места

12.Партия современного Египта — 4 места

13.Партия реформ и развития Мисруны — 3 места

14.Партия свободы — 3 места

15.Партия моя Родина — Египет — 3 места

16.Национальная прогрессивная партия юнионистов — 2 места

17.Арабская демократическая насеристская партия — 1 место

18.Партия революционной гвардии — 1 место

19.Партия свободных строителей Египта — 1 место

20.Независимые — 351 место

Коалиции:
- Коалиция «С любовью к Египту» (включает в себя «Аль-Вафд», «Свободные египтяне» и ещё 8 партий):
- Ан-Нур;
- «Коалиция Египет» (включает в себя «Египетский фронт» Независимое течение «Национальное движение» и ещё 42 партии);
- «Республиканский альянс социальных сил»;
- «Независимое национальное пробуждение»;
- «Призыв Египта».